# Ka-15 (航空機)
Ka-15
- 用途：汎用
- 製造者：カモフ
- 初飛行：1952年
- 生産数：375機[1]
- 運用開始：1955年
- 退役：1970年代

カモフ Ka-15（NATOコードネーム：ヘン、Hen）は、ソビエト連邦の複座汎用ヘリコプターである。1952年4月14日にテストパイロットのD.K.Yefremovの操縦で初飛行を行い、1955年に国の領収試験が完了すると翌年にウラン・ウデにある第99航空機工場で量産に入った。
本機はM-14エンジン（ヘリコプター仕様）を搭載したKa-18の前身であり、主に森林警備、農業、漁業管理の分野で使用された。

## 派生型
- Ka-15 : ソビエト海軍向けの複座の小型汎用ヘリコプター。
- Ka-15M : 複座の小型汎用ヘリコプター。Ka-15の民間仕様。
- Ka-18 :4座汎用ヘリコプター。

## 運用
ソビエト連邦
- アエロフロート[2]
- ソビエト海軍航空隊[3]

## 要目 (Ka-15M)
出典: Soviet Transport Aircraft since 1945
諸元
- 乗員: 1
- 定員: 乗客1名、又は貨物250 kg (550 lb)
- 全長: 6.26 m （20 ft 5+1⁄4 in）
- 全高: 3.35 m （11 ft 0 in）
- ローター直径: 9.96 m （32 ft 8 in）
- 空虚重量: 990 kg （2,182 lb）
- 最大離陸重量: 1,410 kg （3,108 lb）
- 動力: イーウチェンコ AI-14V 星形エンジン、190 kW （255 hp）   × 1

性能
- 最大速度: 150 km/h （81 knots） 93 mph
- 巡航速度: 125 km/h （67 knots） 78 mph
- 航続距離: 390 km （210 nmi） 242 mi
- 実用上昇限度: 3,000 m （9,840 ft）
- 円板荷重: 9 kg/m2 （1.8 lb/ft2）
- 馬力荷重（プロペラ）: 0.14 kW/kg （0.08 hp/lb）